# Костадин Голев
Костадин Лазаров Голев е български търговец и революционер, деец на Вътрешната македоно-одринска революционна организация.

## Биография
Костадин Голев е роден в 1877 година в село Банско, което тогава е в Османската империя. Произхожда от големия род Голеви. Учи в протестантското училище в Банско. Занимава се с търговия. В 1906 - 1908 година е член на околийския революционен комитет на ВМОРО.